# Матричная схема
Матричная схема — это продажа организатором схемы участникам схемы (покупателям) товара со скидкой, причём скидку, предоставленную «старым» (присоединившимся раньше к схеме) участникам схемы, организатор схемы компенсирует из средств, полученных от «новых» (присоединившихся позже) участников схемы. Термин «матричная схема» является дословным переводом английского термина. Синонимами матричной схемы в английском языке также являются термины «элеваторная схема», «эскалаторная схема», «лестничная схема» (см. английский вариант данной статьи). Матричная схема по доходности похожа на финансовую пирамиду, но имеет ряд отличий.
Участники схемы добавляются в очередь за товаром в порядке их присоединения к схеме. Затем они получают товар в порядке этой же очереди. Цена, по которой продаётся товар в матричной схеме, ниже рыночной, поэтому собранных с покупателей денег никогда не хватит, чтобы произвести или купить товар для всех покупателей. Поэтому товар отдаётся только первым по списку покупателям, а остальные ждут прихода в схему новых людей и новых вложений. Таким образом, период времени между оплатой покупки и получением товара в матричной схеме больше, чем при обычном способе производства или торговли. Организатор схемы обычно успокаивает покупателей, списывая задержки на проблемы при доставке или на проблемы производства.

Динамика развития очереди в матричной схеме.

Например, товар продаётся за 70 % от суммы издержек на его производство и прибыли организатора схемы ({\displaystyle k=0{,}7}). После того, как все участники сдадут деньги, товар получат только 70 % от участников. Далее в конец очереди присоединяется новый участник, а участник, занимающий место, отстоящее от начала очереди на 70 % всей длины очереди, получает товар (см. рисунок). Аналогично обстоят дела в любой момент развития схемы. Присоединившийся в конец очереди и сам когда-нибудь получит товар, допустим, через период времени {\displaystyle t_{0}} (на рисунке человек, стоящий на позиции {\displaystyle 1}, платит в момент времени {\displaystyle t_{1}} и получает покупку в момент времени {\displaystyle t_{2}}). Этот период не превышает разумного предела, чтобы покупатель не беспокоился. Допустим, {\displaystyle t_{0}} фиксированный. Тогда за время {\displaystyle t_{0}} длина очереди должна вырасти в {\displaystyle 1/k} раз. Таким свойством обладает показательная функция {\displaystyle f(t)=(1/k)^{(t/t_{0})}}. Таким образом, количество участников схемы должно расти экспоненциально.
Вначале приток покупателей обеспечивается рекламой и низкими ценами. Кроме постепенного исчерпания покупателей уязвимым местом матричной схемы являются задержки: когда они становятся слишком велики, покупатели начинают бояться, что они не получат товар вообще, как следствие, появляются отрицательные отзывы и поток новых покупателей ещё больше снижается. Из-за нехватки поступления новых денег задержки растут ещё больше, и этот порочный круг приводит к краху схемы. 
Примером матричной схемы являются «строительные пирамиды» при долевом строительстве. Они имеют следующие признаки матричной схемы: покупатели квартир привлекаются в схему ценами ниже рыночных; количество действительно построенных объектов ниже, чем заключено контрактов; постройка не укладывается в сроки или же вообще не оканчивается, и покупатели вселяются в неоконченные квартиры самозахватом; участники покупают ещё не построенные квартиры, то есть между вложением денег и получением квартиры по условиям контракта должен пройти значительный промежуток времени; когда инвесторы начинают беспокоиться, у организаторов схемы явно прослеживается нехватка денег.